# Kraamfeest

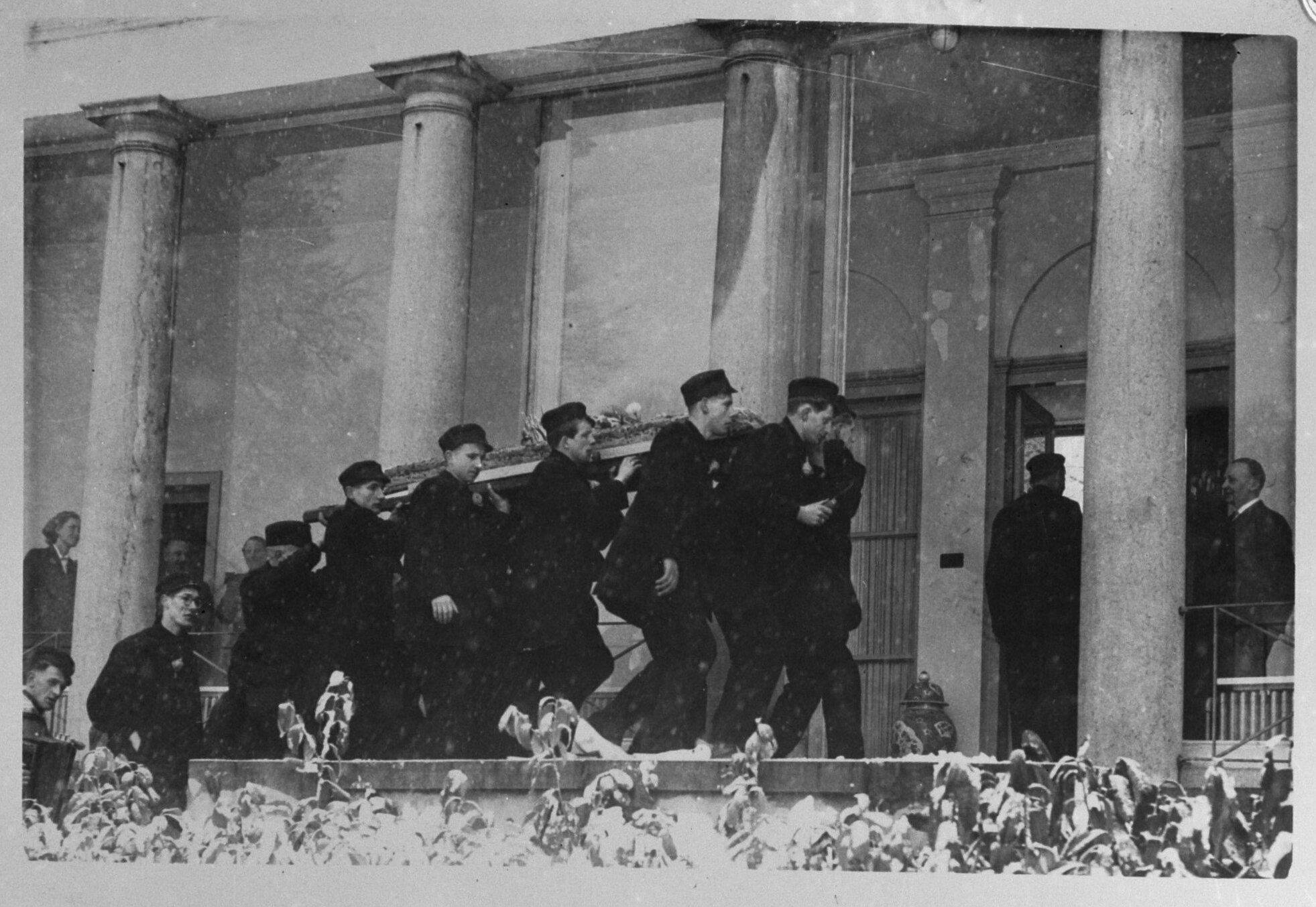
Mannen dragen een krentenwegge, Paleis Soestdijk 1947, geboorte prinses Christina

Onder een kraamfeest of babyborrel verstaat men een bijeenkomst met buren, vrienden en familie om de geboorte van een baby te vieren.
In plaats van vele individuele visites in de kraamtijd kiezen sommige ouders ervoor om drie tot zes weken na de geboorte een collectief kraambezoek te organiseren voor familie, vrienden, buren en collega’s. Het kraamfeest wordt vaak al aangekondigd op het geboortekaartje.

## Nederland
Op een afgesproken dag wordt iedereen uitgenodigd om de baby te bewonderen en beschuit met muisjes te eten. Het is gebruikelijk dat gasten een kraamcadeau voor de baby aan de ouders geven. In het oosten van Nederland is dit cadeau bij het kraamschudden traditioneel een krentenwegge.

## Verenigde Staten
Ook in de Verenigde Staten is het kraamfeest een traditie. Daarnaast viert men er ook de zogenaamde 'babyshower', een feestje dat vergelijkbaar is met een kraamfeest maar dan voordat de baby geboren is. Beide termen worden door elkaar heen gebruikt.

## Duitsland
In Duitsland kent men het gebruik als Babypinkeln.